# Celerena reversa
Celerena reversa là một loài bướm đêm trong họ Geometridae.